# Pseudagrion divaricatum
Pseudagrion divaricatum – gatunek ważki z rodziny łątkowatych (Coenagrionidae).